# مارشال وین
مارشال وین (انگلیسی: Marshall Wayne; ۲۵ مهٔ ۱۹۱۲ – ۱۶ ژوئن ۱۹۹۹) شیرجه‌رو اهل ایالات متحده آمریکا بود.